# Cassandra Austen
Cassandra Elizabeth Austen (n.9 ianuarie 1773 – d.22 martie 1845) a fost o pictoriță engleză amatoare și sora mai mare a romancierei Jane Austen.

## Copilărie
Cassandra Austen s-a născut în 1773 la o parohie în Steventon, Hampshire, tatal Rev. George Austen (1731-1805), un rector, și soția sa, Cassandra, născută Leigh (1739-1827). Familia Austen a avut opt copii; Cassandra și Jane au fost singurele fete, ele au menținut o relație strânsă de-a lungul vieții lor. Peste o sută de scrisori adresate Cassandrei de la Jane au supraviețuit. Aceste scrisori au ajutat istorici sa puna capat la capat detalii despre viața lui Jane Austen.
Surorile au locuit la Dna Cawley, sora unchiul lor, pentru a fi educate în 1783. Cawley a trăit inițial în Oxford, și mai târziu, în Southampton, și, când o epidemie a izbucnit în Southampton, surotile Austen, au revenit la Steventon. Între 1785 și 1786 surorile au urmat cursurile internatului "Reading Ladies" în Reading, Berkshire. Jane inițial trebuia să nu meargă, ea a fost considerată a fi prea tânără pentru școlarizare, dar a sfârșit prin a merge împreună cu Cassandra. Cuvintele mamei lor, "dacă Cassandrei i se va taia capul, atunci si capul lui Jane va fi taiat".

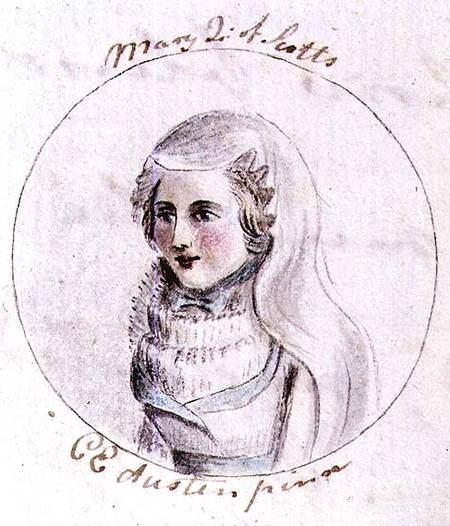
Desen de Cassandra Austen al Mariei Stuart, Regina Scoției, din manuscrisul Istoria Angliei de sora ei, Jane Austen

## Arta
Cele două fete Austen au fost, de asemenea, meditate la domiciliu în arta desenului și pianului. În 1791, Cassandra a produs o serie de ilustrații circulare cu monarhii Britanici pentru manuscrisul lui Jane Istoria Angliei, în care sa remarcat pentru asemănarea cu membrii familiei Austen mai mult decât regalitatile. Cassandra Austen este, de asemenea, acreditată cu crearea a două tablouri ce o infășisează pe sora ei. Unul, pictat în 1804, este o vedere din spate alui Jane așezată de-un copac. Celălalt, portret frontal incomplet datat circa 1810, a fost descrisă de către un membru al familiei ca fiind "hidos spre deosebire de" aspectul real al lui Jane Austen. Această schiță se află acum la National Portrait Gallery, Londra.

## Mai târziu în viață
George Austen nu era bogat și și-a suplimentat veniturile, ca un preot la țară "prin luarea de elevi și îndrumarea lor pentru Oxford". După ce a absolvit de la Universitatea Oxford, în 1794, un fost elev, Thomas Fowle, sa logodit cu Cassandra Austen. Fowle avea nevoie de bani pentru a se căsători și a plecat în Caraibe cu o expediție militară ca preotul al vărul său, Generalul Lord Craven. Acolo, Fowle a murit de febră galbenă în 1797. Austen a moștenit £1000 de la el, care i-au dat un pic de independență financiară, dar, ca și sora ei, nu s-a măritat niciodată.
După moartea tatălui ei, în 1805, Austen, sora ei, și mama lor s-a mutat la Southampton, unde au locuit cu fratele Francis Austen și familia acestuia timp de cinci ani. S-au mutat din nou în 1809 la o casa din satul Chawton aflata pe proprietatea fratelui sau Edward.
Jane a murit în 1817 și Cassandra se pare că a distrus două treimi din scrisorile lui Jane în 1843 - cu câțiva ani înainte de moartea ei. Ea a trecut restul pe la relațiile ca suveniruri. Austen au continuat să trăiască la Chawton, la început cu mama ei și un prieten de familie, Martha Lloyd. Mama ei a murit în 1827 și Martha lăsat să se mărite cu fratele ei, Frank în 1828. Cassandra a trăit singur la cabana, dar a continuat să-și viziteze prietenii și relații. Pe de o astfel de vizită la fratele ei, Frank în Martie 1845, a suferit un accident vascular cerebral. Frank, care a fost inca o portie Amiralul, la vârsta de 71 de ani, se pregătea să ia comanda Marinei Regale Nord-American de Stație și a fost obligat să-și părăsească lovit sora la casa lui, (Portchester Casa de lângă Portsmouth) în grijă de un alt frate, Henry. Acolo a murit câteva zile mai târziu, pe 22 martie 1845, în vârstă de 72 de ani. Corpul ei a fost s-a întors acasă satul Chawton pentru înmormântare la St. Nicholas' Church, alături de mama ei.

## Film de referință
- Greta Scacchi a jucat rolul Cassandrei Austen în 2007, drama BBC Regretele domnișoarei Austen.
- Anna Maxwell Martin joacă rolul Cassandrei în 2007 film  Becoming Jane, cu Anne Hathaway in rolul autoarei Jane Austen.